# Hüscheid
Hüscheid ist ein Ortsteil der Stadt Königswinter im nordrhein-westfälischen Rhein-Sieg-Kreis. Er gehört zum Stadtteil und zur Gemarkung Ittenbach, am 30. September 2022 zählte er 142 Einwohner.

## Geographie
Der Weiler Hüscheid liegt 1,5 Kilometer nordöstlich von Ittenbach und zwei Kilometer südlich des Ortszentrums von Oberpleis am Übergang vom Pleiser Hügelland in die Asbacher Hochfläche (Niederwesterwald) auf einem nach Nordosten zum Pleisbach abfallenden Gelände. Die Ortschaft umfasst Höhenlagen zwischen 180 und 200 m ü. NHN. Der Pleisbach entsteht südöstlich von Hüscheid aus dem Zusammenfluss von Logebach und Quirrenbach. Südlich grenzt mit dem Grafenbusch ein größeres Waldgebiet an. Zu den nächstgelegenen Ortschaften gehören Nonnenberg im Norden und Gräfenhohn im Westen.

## Geschichte
Urkundlich in Erscheinung trat Hüscheid erstmals im Jahre 1326 als Hoescheit. Hüscheid gehörte als Honschaft zum Kirchspiel Ittenbach im kurkölnischen Amt Wolkenburg. Nach Auflösung des Kurfürstentums Köln im Jahre 1803 wurde Hüscheid 1808 der Bürgermeisterei Königswinter (bis 1813 Mairie Königswinter) zugeordnet und gehörte ab 1846 zur politisch eigenständigen Gemeinde Ittenbach. In Hüscheid befand sich mindestens bis Mitte des 19. Jahrhunderts eine Mahlmühle, die 1816 vier Einwohner zählte. Hüscheid ist im Rahmen von Volkszählungen 1843 als „ehemalige Honschaft Hüscheid“ mit 235 Einwohnern und 1885 mit 80 Einwohnern verzeichnet.
Wirtschaftliche Bedeutung für den Ort hatte die Ausbeutung von zwei nordwestlich gelegenen Mineralgängen, die Kupfer-, Blei- und Zinkerze enthalten. Über längere Zeit betrieben wurde die Grube Johannessegen mit einem Bleizinkerzgang, der aber bereits Mitte des 19. Jahrhunderts nicht mehr wesentlich ausgebeutet wurde.

## Sehenswürdigkeiten

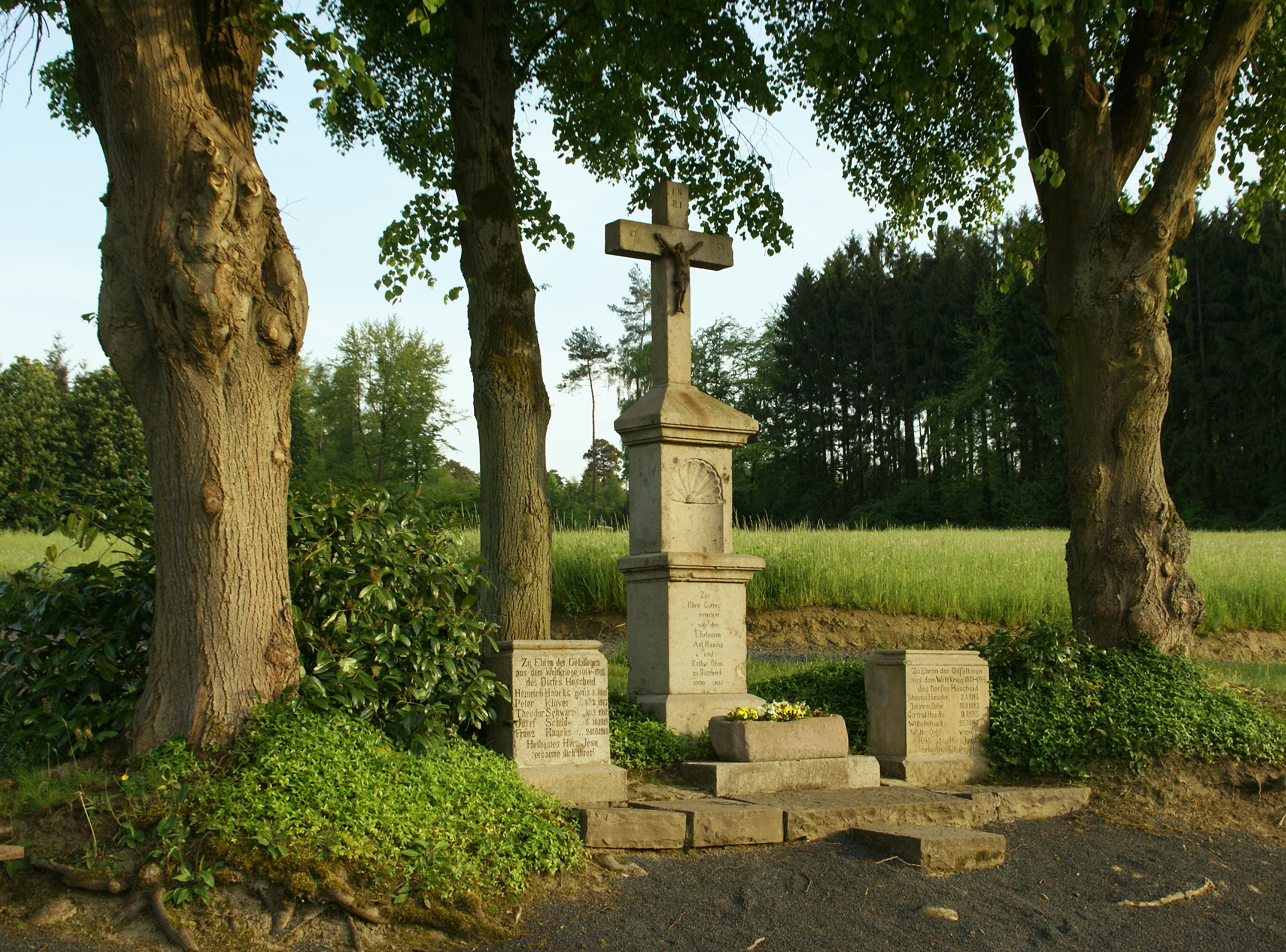
Kriegerdenkmal in Hüscheid (2014)

In Hüscheid befindet sich ein Kriegerdenkmal für die Gefallenen des Ersten und Zweiten Weltkriegs. Es besteht aus einem Votivkreuz von 1886 aus Trachyt mit Altarplatte, Muschelnische und gusseisernem Korpus sowie zwei flankierenden Steinblöcken mit den Namen der Gefallenen. Das Kriegerdenkmal liegt unter drei Lindenbäumen und steht als Baudenkmal unter Denkmalschutz.